# Kosmos 4
Kosmos 4, em russo Ко́смос 4 
(Cosmos 4), ocasionalmente chamado no ocidente de Sputnik 14, foi o quarto satélite da série Kosmos.
O objetivo desse satélite era duplo: uma demonstração de superioridade tecnológica e como parte do programa de desenvolvimento de sistemas para a plataforma de satélite Zenit, efetuar missões de reconhecimento.
Ele foi lançado por um foguete Vostok-K, que estava efetuando o seu sétimo voo, e o terceiro a atingir a órbita pretendida com sucesso.
O Kosmos 4, foi um satélite construído sobre a plataforma Zenit-2, um satélite espião de reconhecimento derivado da espaçonave Vostok.